# 拉斯托夫
拉斯托夫（德語：Rastorf）是德国石勒苏益格－荷尔斯泰因州的一个市镇。总面积20.01平方公里，总人口862人，其中男性427人，女性435人（2011年12月31日），人口密度43人/平方公里。